# Shakunetsu Kabaddi
Shakunetsu Kabaddi (灼熱カバディ?), en inglés Burning Kabaddi, es una serie de manga kabaddi japonesa de Hajime Musashino. Se ha serializado en el sitio web Ura Sunday de Shogakukan y en la aplicación MangaONE desde julio de 2015 y se ha recopilado en veintidós volúmenes de tankōbon.
Una adaptación a serie anime de televisión de 12 episodios, producida por TMS Entertainment se emitió del 3 de abril al 19 de junio de 2021.

## Personajes

### Nōkin High School
Tatsuya Yoigoshi (宵越 竜哉 Yoigoshi Tatsuya?)
 Seiyū: Yuma Uchida
Masato Ojo (王城 正人 Ōjō Masato?)
 Seiyū: Nobuhiko Okamoto
Sōma Azemichi (畦道 相馬 Azemichi Sōma?)
 Seiyū: Gen Satō
Kei Iura (井浦 慶 Iura Kei?)
 Seiyū: Makoto Furukawa
Kyōhei Misumi (水澄 京平 Misumi Kyōhei?)
 Seiyū: Tatsuhisa Suzuki
Shinji Date (伊達 真司 Date Shinji?)
 Seiyū: Shunsuke Takeuchi
Nobutaka Ban (伴 伸賢 Ban Nobutaka?)
 Seiyū: Shin'ichirō Kamio
Ryuta Seki (関 隆太 Seki Ryūta?)
 Seiyū: Wataru Komada
Yūki Hitomi (人見 祐希 Hitomi Yūki?)
 Seiyū: Ayumu Murase

### Souwa High School
Ayumu Rokugen (六弦 歩 Rokugen Ayumu?)
 Seiyū: Hiroki Yasumoto
Ren Takaya (高谷 煉 Takaya Ren?)
 Seiyū: Kenichi Suzumura
Shintarō Kizaki (木崎 新太郎 Kizaku Shintarō?)
 Seiyū: Taku Yashiro
Yū Eikura (栄倉 祐 Eikura Yū?)
 Seiyū: Osamu Uchida
Daisuke Muroya (室屋 大助 Muroya Daisuke?)
 Seiyū: Junichi Yanagita

### Saitama Kōyō High School
Manabu Sakura (佐倉 学 Sakura Manabu?)
 Seiyū: Natsuki Hanae
Hiromoto Utou (右藤 大元 Utō Hiromoto?)
 Seiyū: Soma Saito

## Contenido de la obra

### Manga
Burning Kabaddi es una serie de manga escrita e ilustrada por Hajime Musashino. La serie comenzó a serializarse en el sitio web Ura Sunday de Shogakukan y en la aplicación MangaONE en julio de 2015. Shogakukan ha recopilado sus capítulos en volúmenes tankōbon individuales. Al 10 de agosto de 2022, se han publicado veintidós volúmenes.

### Anime
El 6 de julio de 2020 se anunció una adaptación de la serie de televisión de anime. Es producida por TMS Entertainment, la serie está dirigida por Kazuya Ichikawa y escrita por Yūko Kakihara. Mari Takada está diseñando los personajes y Ken Ito está componiendo la música de la serie. A Domerica se le atribuye la cooperación en animación. El tema de apertura, "Fire Bird", es interpretado por Shunya Ōhira, mientras que el tema final, "Comin 'Back", es interpretado por Yūma Uchida. La serie se emitió del 3 de abril al 19 de junio de 2021 en TV Tokyo, TV Osaka, TV Aichi, AT-X. Crunchyroll obtuvo la licencia de la serie fuera de Asia. Medialink obtuvo la licencia de la serie en el sudeste asiático y la está transmitiendo en sus plataformas asociadas.
Se ha visto que los fanáticos del anime en India y sus países vecinos deseaban que el anime se lanzara en sus respectivas regiones debido a que es el único anime basado en un deporte que se origina en el subcontinente indio. Sin embargo, no se han tomado disposiciones para que las personas en el subcontinente indio transmitan el anime legalmente.